# بارهنگ آبی ساقه محصور
بارهنگ آبی ساقه محصور (نام علمی: Potamogeton perfoliatus) نام یک گونه از سرده گوشاب است.